# اختيار إجباري (مسلسل)
اختيار إجباري هو مسلسل مصري تم إنتاجه في سنة 2017م؛ من إخراج مجدي السميري وتأليف حازم متولي، وتصميم أزياء إنجي علاء وبطولة: كريم فهمي، أحمد زاهر، خالد سليم، مي سليم، هيدي كرم، أحمد كمال. يتحدث المسلسل عن المشاكل التي تأتي من وراء وسائل التواصل الإجتماعي وآثارها السلبية على الكبار قبل الصغار ومن الممكن أن تسبب كوارث في المجتمعات.

## طاقم الممثلين
- كريم فهمي (بدور مالك)
- أحمد زاهر (بدور آدم)
- خالد سليم (بدور يوسف)
- نيرة عارف
- إنجي المقدم (بدور ريهام)
- مي سليم (بدور ياسمين زوجة يوسف)
- سلوى محمد علي (بدور أم مالك)
- هيدي كرم (بدور إيناس طليقة مالك)
- إنجي أبو زيد (بدور اخت يوسف)
- هناء الشوربجي(بدور أم يوسف)
- أماني كمال (بدور ديدي رماح)
- أحمد كمال (بدور راغب)
- فراس سعيد (بدور حاتم)
- زينة مكي (بدور لنا خطيبة مالك)
- محمود حجازي (بدور لؤي مساعد آدم)
- نور ايهاب (بدور نغم)
- رانيا بنات (بدور نيرمو)
- نور ياسر (بدور مادو)
- أحمد عنان (بدور زياد)
- هند أحمد عبد الحليم (بدور بنت راغب)
- شمم الحسن (بدور إيدي مرزوق)